# Hrabstwo McDuffie

Piramida wieku hrabstwa

Hrabstwo McDuffie – hrabstwo w USA, w stanie Georgia. Jego siedzibą administracyjną jest Thomson.

## Miejscowości
- Dearing
- Thomson

## Sąsiednie hrabstwa
- Hrabstwo Lincoln (północny wschód)
- Hrabstwo Columbia (wschód)
- Hrabstwo Richmond (południowy wschód)
- Hrabstwo Jefferson (południe)
- Hrabstwo Warren (zachód)
- Hrabstwo Wilkes (północny zachód)

## Demografia
Według spisu z 2020 roku liczy 21,6 tys. mieszkańców, co oznacza spadek o 1,1% w porównaniu z poprzednim spisem z roku 2010. Według danych pięcioletnich z 2021 roku 55,5% to biali (53% nie licząc Latynosów), 41% czarnoskórzy lub Afroamerykanie, 2,4% miało rasę mieszaną, 0,6% Azjaci i 0,4% to rdzenna ludność Ameryki. Latynosi stanowili 3,5% populacji hrabstwa.

## Religia
W 2020 roku zdecydowana większość mieszkańców to ewangelikalni i afroamerykańscy protestanci (zwłaszcza baptyści, metodyści i bezdenominacyjni). Inne religie obejmowały katolików (2,6%) i świadków Jehowy (1,4%).

## Polityka
Hrabstwo jest przeważająco republikańskie, gdzie w wyborach prezydenckich w 2020 roku, 59% głosów otrzymał Donald Trump i 39,9% przypadło dla Joe Bidena. 